# 新函館北斗車站
新函館北斗車站 （日语：／ Shin-hakodate-hokuto eki */?）是一由北海道旅客鐵道（JR北海道）所經營的鐵路車站，位於日本北海道北斗市，是JR北海道函館本線沿線車站之一。同時亦是北海道新幹線第一階段的最北端終站。
本站隸屬於JR北海道函館支社的管轄範圍。在1902年初設時，原名本鄉，1942年時改稱為渡島大野。曾經為無人站，由隔鄰的七飯代為管理。北海道新幹線開業時，獲昇格為直營站。
新站房於2015年3月29日起局部投入使用，同日起亦開始使用部份新建的月台（1、3號月台，當時只稱為「往長萬部方向」及「往函館方向」）。當進入臨時入口後，經過樓梯到達2樓的跨線行人天橋，再通往兩側的新月台。未開放部份則全以木板圍封。2015年9月3日，整個新站舍的工程正式完結，並於12月10日率先向傳媒開放參觀內部結構、12月12日開放予已預約的當地居民參觀。
2016年3月26日，北海道新幹線正式通車，站名亦從渡島大野更名為新函館北斗站。

## 新幹線站名爭議
當北海道新幹線正式動工時，本站的命名一直都爭論不休。當中所在地的北斗市，時任市長的海老澤順三曾要求將車站命名為「北斗」，認為車站名稱應按既有慣例，以該站位處的地名來命名；不過，相關提議卻遭到具有中核市地位的鄰市函館市方面大力反對，他們認為應採用較為人認識的「新函館」來命名。後來JR北海道及北海道道廳，均以「新函館」作為暫定名稱。
2012年9月及2013年7月，時任北斗市市長高谷壽峰兩度約見JR北海道管理層，在命名作讓步，建議採用「北斗函館」命名。北斗市議會亦早於2012年6月通過相關動議，然而這方案仍得不到函館市支持，時任函館市市長工藤壽樹於2012年10月表示應維持「新函館」的命名，函館市議會隨後更採取對立決議，通過要求將車站維持為「新函館」。2013年10月，函館商工會議所會長松本榮一提出以「新函館北斗」作為折衷命名方案，希望可以化解兩市之間的爭議。
2014月6月11日，JR北海道社長島田修正式宣佈，以「新函館北斗」為車站名稱，他指出所持的理由是：對於由本州出發的乘客來講，「函館」可以幫助理解乘車方向，但是新車站和原有的函館相距18公里，若只標示「函館」則會令人有「新幹線車站和函館距離不遠」的錯覺，因此採取了「新函館北斗」為最終定名。此舉也令這纏擾多年的爭拗，終於宣告落幕。
在宣佈定名當日，NHK新聞隨即訪問了函館市及北斗市的居民，以及部份在北海道遊覽的道外居民意見。函館市及北斗市的居民對命名上，正、反及中立的意見皆有；不過對於道外居民來講，幾乎一面倒的支持以「新函館」為名，當中理由包括新的站名繞口難讀、「北斗（市）」的知名度不足、甚至有人稱往後大家會自動地將站名簡化為「新函館」，因而突顯出添加「北斗」是多餘的舉動。至於兩市市長，雖然對結果未感滿意，但都指出會配合JR北海道的宣傳。

## 車站

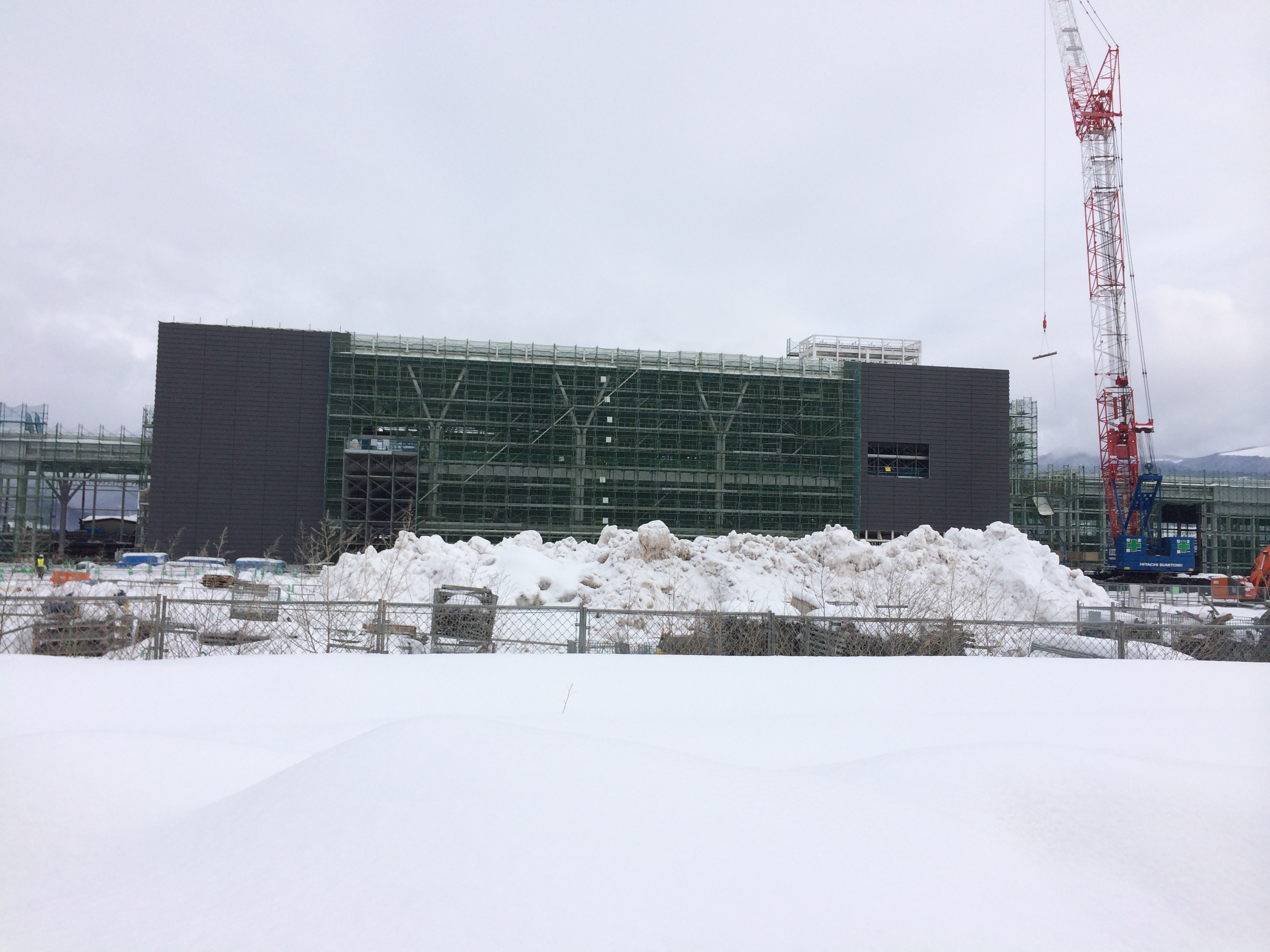
已見外貌的站舍。攝於2014年3月。

新幹線月台及在來線月台均設於地面，而車站大堂則設置於2樓。新幹線月台有獨立的驗票口，亦設有閘機，車站亦由無人站昇格為設有站長等職級的直營站。站內設有2個新幹線月台及4個在來線月台，而日後當新幹線伸延至札幌時，整個站體將會設有3個新幹線月台及5個在來線月台。新幹線及在來線月台的有效長度同為10輛，而新幹線的月台閘門採用了黃色為主調。
由本州方向乘坐新幹線的乘客當到站後（通常使用11號月台），只需穿過分隔在來線與新幹線月台之間的驗票機，便能快速轉乘1、2號月台的在來線列車（情況類似在來線特急列車和普通列車轉換），而不需要像目前一般新幹線車站的轉駁，需通過一般是設置在車站大廳處的驗票閘門才能進行轉乘。
由於新幹線車站與函館站相距18公里，JR北海道增設了快速列車來往函館及新函館北斗間，並採取九州新幹線全線通車前新八代的同月台轉乘作法，利用函館本線接駁旅客前往函館市區。最初列車命名為「Access」，2014年11月，公佈將採用最新型的733系1000番台電聯車行走，並安排4列3輛編成的列車行走此路段，並進行列車名稱召募活動，2015年2月12日正式公佈列車名稱為「函館liner」（はこだてライナー）。並於12月18日公佈正式時間表，每天對開16班列車，當中部份為快速班次，只停靠函館、五稜郭及新函館北斗三站 。另外，來往札幌的特急「北斗」也隨新幹線開通時加停本站，區間車方面，除了下午一班外，其餘的亦由七飯站伸延至本站，至於過往部份班次取道藤城支線來往大沼站的安排亦於當日起取消。
車站的四周原本以農地居多，人口稀少，配合新幹線車站的建設，車站南側已在進行大面積的開發計畫，當中位於站前廣場的多功能公園已完成。唯開業至今十年，周邊仍有大量待開發用地，除了少部份酒店及民居外，其餘均暫時用作停車場之用。

### 新幹線
對向式月台2面2線的跨站式站房，12號月台的對側於延長至札幌站時預定增設1線。

#### 月台配置
目前設有側式月台2座，其中僅第11月台提供載客服務，第12月台為回送月台，未來延伸段通車後改為往札幌方向，另外亦已預留位置興建第13月台，作為來往札幌站的區間車停車月台。
| 月台   | 路線         | 目的地                       |
| ------ | ------------ | ---------------------------- |
| 11、12 | 北海道新幹線 | 新青森、盛岡、仙台、東京方向 |

### 在來線
設有側式月台、島式月台各一座。在側式月台向函館方向的末端增設了頭端式月台一個，形成了2面4線的構造。頭端式月台為1號月台、側式月台為2號月台、島式月台為3及4號月台。2號月台因停靠特急列車，因此均設置了以英文字母標示的乘車口，且各有不同的代表圖案。
| 月台 | 路線      | 方向 | 目的地                           | 備註                                           |
| ---- | --------- | ---- | -------------------------------- | ---------------------------------------------- |
| 1    | ■函館本線 | 上行 | 函館方向（此站折返）             | 「函館Liner」專用月台                          |
| 2    | ■函館本線 | 上行 | 函館方向                         | 特急「北斗」                                   |
| 2、3 | ■函館本線 | 下行 | 長萬部、東室蘭、苫小牧、札幌方向 | 特急「北斗」                                   |
| 3、4 | ■函館本線 | 下行 | 大沼公園、森、長萬部方向         | 普通 早上一班由森開出的普通區間車由3號月台起訖 |
| 3、4 | ■函館本線 | 上行 | 函館方向                         | 普通 早上一班由森開出的普通區間車由3號月台起訖 |

### 舊渡島大野站

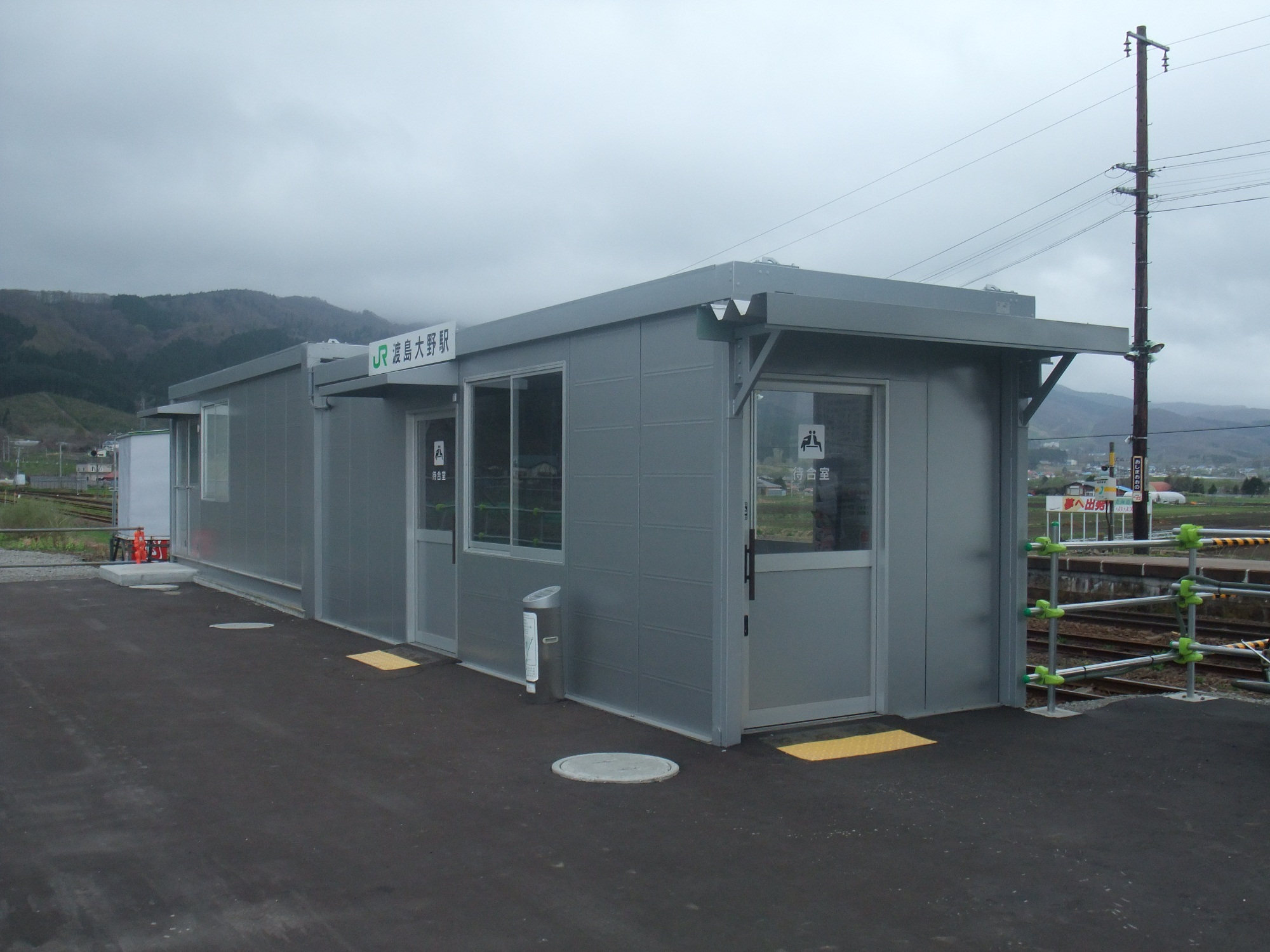
渡島大野站臨時站房，攝於2012年5月。

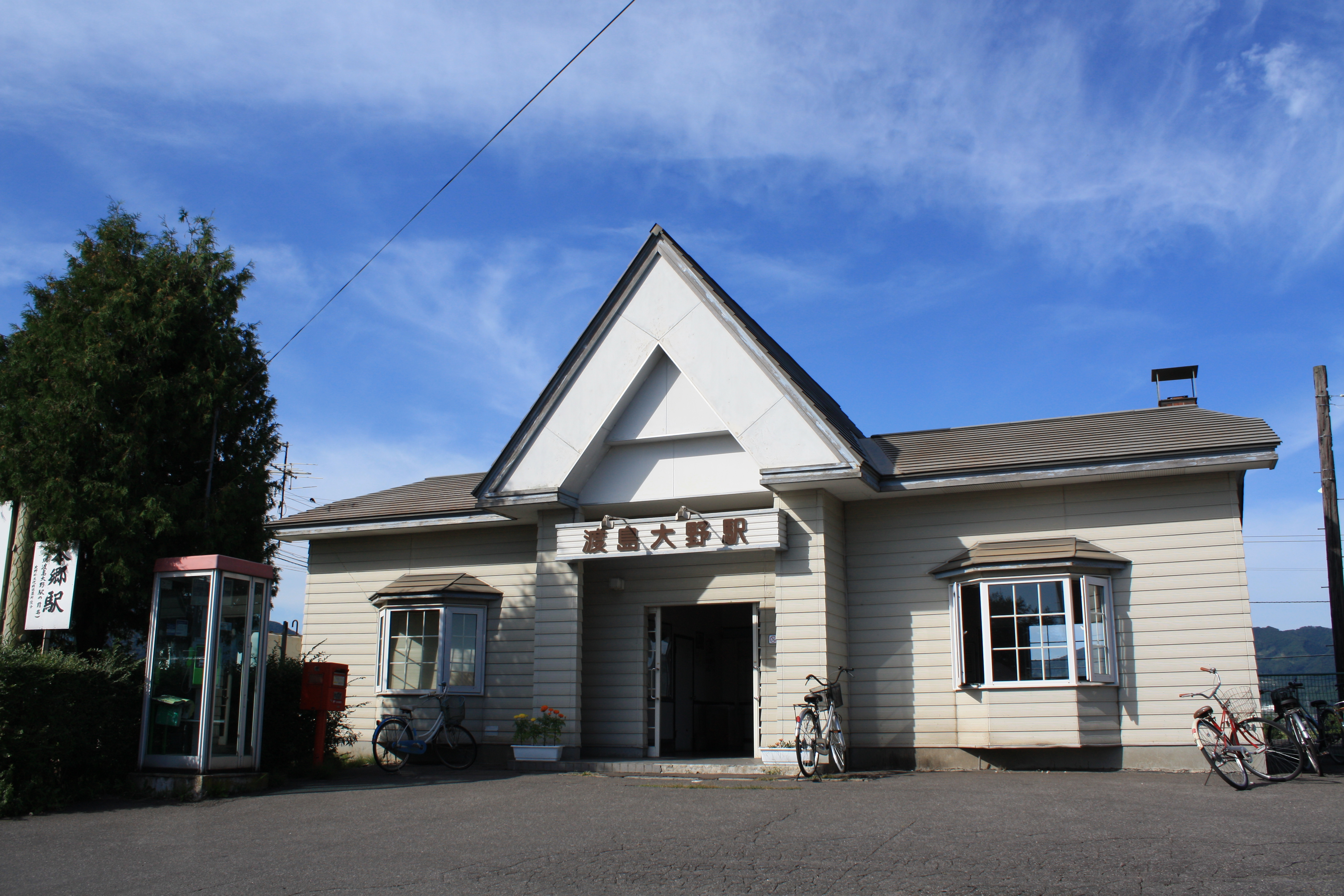
舊站房，因應興建北海道新幹線的工程，已於2012年拆除。

為興建新幹線站舍，原來以木搭建的第1代站舍已於2012年被拆卸，並改以金屬組合屋作為臨時站舍。
原來的月台配置為側式月台及島式月台各1座，其中側式月台與現時1號月台相連接；舊島式月台則與新島式月台則有數十米的相距，月台間以架空行人天橋所連接。而側式月台及和島式月台中間，另設有路軌1條，可供不靠站的特急列車通過之用，但隨着加建供電網，有關的路軌亦已被拆去。而原有的月台，暫時亦獲得保留，但舊有的行人天橋也已被拆去。

#### 月台配置
| 月台 | 路線      | 目的地                      |
| ---- | --------- | --------------------------- |
| 1    | ■函館本線 | 長萬部方向                  |
| 3、4 | ■函館本線 | 函館方向（4號月台為待避線） |

#### 新幹線通車前的在來線月台模式
使用靠近站舍的側式月台（1號月台）及島式月台內側（3號月台）作為下行及上行的發車月台，全月台的有效長度為10輛，但通車前只使用中央約3輛長度的月台部份，其餘均暫時以圍欄封隔。至於連接月台與樓梯口的中間室內部份則暫時闢作候車室之用。
當時所有使用中的月台均已全部架設了電網。
| 月台              | 路線      | 方向 | 前往                     | 備註 |
| ----------------- | --------- | ---- | ------------------------ | ---- |
| 1 （現時2號月台） | ■函館本線 | 下行 | 森、大沼公園、長萬部方向 |      |
| 3                 | ■函館本線 | 上行 | 函館方向                 |      |

## 相鄰車站
北海道旅客鐵道（JR北海道）
 北海道新幹線（札幌方向未通車）
木古內－新函館北斗（－新八雲（臨時名稱））
■函館本線（本線）
■特急「北斗」（1、3、18、19、20、21、22）
五稜郭（H74）－新函館北斗（H70）－森（H62）
■特急「北斗」（其他班次）
五稜郭（H74）－新函館北斗（H70）－大沼公園（H67）
■快速「函館Liner」
五稜郭（H74）－新函館北斗（H70）
■普通（包括普通「函館Liner」）
七飯（H71）－新函館北斗（H70）－仁山（H69）

## 外部連結
- JR北海道新函館北斗站 （页面存档备份，存于）